# I Walk Alone (песня Тарьи Турунен)
«I Walk Alone» (с англ. — «Я иду одна») — сингл финской певицы Тарьи Турунен с её первого студийного альбома My Winter Storm. Был выпущен 26 октября 2007 года лейблом Universal Music.

## О песне
Песня была написана Гарри Соммердалем, Маттиасом Линдбломом и Андерсом Уоллбэком. Она была вдохновлена мотивом «Реквиема» В.-А. Моцарта. В песне поддерживается театральная атмосфера, это достигалось звучанием оркестра, гитар и мощного голоса Тарьи.
По словам Тарьи Турунен, песня «описывает её личность просто превосходно и описывает её как певицу».
Некоторые фанаты считают, что эта песня — её ответ на песню Nightwish «Bye Bye Beautiful», которая, как считается, адресована ей.
В 2009 году на песню был записан кавер норвежского певца Йорна Ланде на его альбоме Spirit Black.

## Музыкальное видео
Клип был снят в Берлине режиссёром Джорном Хайтманном, который уже работал с Турунен на съёмках клипа Nightwish «Sleeping Sun» в 2005 году. Персонажи клипа толкуются самой Турунен как Феникс, Мёртвый Мальчик, Кукла и Снежная Королева.
На YouTube официальное видео набрало более пяти миллионов просмотров.

## Чарты
| Чарт (2007) | Высшая позиция |
| ----------- | -------------- |
| Австрия     | 37             |
| Финляндия   | 6              |
| Германия    | 16             |
| Швейцария   | 49             |